# Abbaye de Foucarmont
L’abbaye de Foucarmont est une ancienne abbaye savignienne puis cistercienne située sur la commune de Foucarmont, en Seine-Maritime . Elle fut fondée au XIIe siècle par les moines de l’abbaye de Savigny et détruite après la Révolution.

## Histoire

### Fondation
L'abbaye est fondée en 1130 par Henri Ier, comte d'Eu, qui propose à la florissante congrégation de Savigny des terres pour bâtir une abbaye. L'abbaye de Savigny envoie donc des moines pour bâtir une abbaye. Le comte Henri, à la fin de sa vie, se fit lui-même moine  et mourut à l'abbaye en 1140. En 1147, Savigny se rattache à l'ordre cistercien et à la filiation de Clairvaux. Avec elle, tout l'ordre savignien rejoint l'ordre de Cîteaux.

### La prospérité
L'abbaye se développe rapidement et fonde dès 1189 une abbaye-fille, le Lieu-Dieu, dans la Somme.

### Le déclin
L'abbaye est sévèrement touchée par les ravages de la guerre de Cent Ans, puis par les guerres de Religion. À la fin de ces dernières, elle est quasiment entièrement détruite. L'abbé la fait reconstruire à partir de 1625 et elle redevient prospère.

## Architecture et description
L'abbaye vendue à la Révolution est démolie, notamment pour construire l’imposante auberge en bordure de la grand’route, surnommée le château des Hirondelles, elle-même détruite en avril 2004. 

### La nécropole
Foucarmont est le lieu d'inhumation des comtes d'Eu. Y sont notamment enterrés Henri Ier, son fils Jean, son petit-fils Henri, ainsi que Jean Ier de Brienne, empereur latin de Constantinople et Raoul II d'Exoudun. Les comtes d'Eu continuent de choisir l'abbaye comme nécropole jusqu'au milieu du XIVe siècle.

## Filiation et dépendances
Foucarmont est fille de l'abbaye de Savigny et fonde dès 1189 une abbaye-fille, le Lieu-Dieu. 
Juste avant la Révolution, l'abbaye possède directement ou indirectement environ 2 000 hectares.

## Liste des abbés

### Abbés comandataires
- 1540 : Louis de Charny, également abbé de Josaphat
- 1653 : dom Julien Paris[7].

### Ouvrages
- Genesis cum glossa ordinaria, pars, manuscrit des années 1175-1300  de la bibliothèque de l'abbaye, [(la) lire en ligne], lire en ligne sur Gallica.
- Aelredus, Rievallis abbas et Arnulfus Lexoviensis, manuscrit des années 1201-1300 de la bibliothèque de l'abbaye, [(la) lire en ligne], lire en ligne sur Gallica
- Frédéric Barberousse et Beda, Exodus cum glossa ordinaria , manuscrit des années  1201-1300 de la bibliothèque de l'abbaye, [(la) lire en ligne], lire en ligne sur Gallica.
- Copie faite par le docteur de Bouis du cartulaire conservé à la bibliothèque de Rouen, manuscrit, [(la) lire en ligne], lire en ligne sur Gallica.